# ブレント・リーチ
ブレント・アレン・リーチ（Brent Allen Leach , 1982年11月18日 - ）は、アメリカ合衆国ミシシッピ州出身の元プロ野球選手（投手）。左投右打。

## 来歴

### プロ入りとドジャース時代
2005年のMLBドラフトでロサンゼルス・ドジャースから6巡目（全体196位）で指名され入団。
2008年11月にドジャースの40人枠に登録された。
2009年にメジャーデビュー。中継ぎとして38試合に登板し、2勝0敗4ホールド、防御率5.75の成績を残した。
2010年はAAA級アルバカーキ・アイソトープスとAA級チャタヌーガ・ルックアウツでプレーしたが、メジャーでの登板機会はなかった。

### 横浜時代
2010年12月28日に横浜ベイスターズが獲得を発表。しかし2011年3月11日に東日本大震災が発生し、「（自身の）安否を心配する家族を安心させる」という理由で3月17日に一時帰国。その後リーチと同時に帰国したブレット・ハーパーらが再来日し、リーチ自身も再来日する意向を見せていたが、家族の反対（日本でのプレーを不安視しているという理由）で再来日しなかった。そのため、同年4月1日に日本プロ野球史上初の制限選手となった。その間は母校のデルタ州立大学でトレーニングしていた。
7月8日に再来日し、翌日からチームに合流する。それに併せてリーチの復帰申請が行われ、支配下選手に復帰することになった。7月28日の対読売ジャイアンツ戦（東京ドーム）で来日初登板・初先発を果たすが、4回2/3を4失点で敗戦投手となる。その後、8月11日の対巨人戦（横浜スタジアム）で来日初勝利を挙げるが、日本での勝利はこの1勝に終わる。これ以降は浮き球が目立って崩れるケースが続き、8試合で1勝7敗・防御率5.95と振るわなかった。同年10月3日、以降の登板機会が無いことから帰国。11月10日に戦力外通告を受けた。

### 横浜退団後
2012年2月22日にロサンゼルス・ドジャースとマイナー契約を結ぶが、5月9日に解雇され、6月22日にアトランタ・ブレーブスとマイナー契約を結んだ。
2013年7月3日にミルウォーキー・ブルワーズとマイナー契約を結んだ。
2014年もブルワーズとマイナー契約を結んで傘下のAAA級ナッシュビル・サウンズでプレー。12月1日にブルワーズとマイナー契約で再契約する。
2015年8月24日に放出された。

## 詳細情報

### 年度別投手成績
| 年 度    | 球 団    | 登 板 | 先 発 | 完 投 | 完 封 | 無 四 球 | 勝 利 | 敗 戦 | セ 丨 ブ | ホ 丨 ル ド | 勝 率 | 打 者 | 投 球 回 | 被 安 打 | 被 本 塁 打 | 与 四 球 | 敬 遠 | 与 死 球 | 奪 三 振 | 暴 投 | ボ 丨 ク | 失 点 | 自 責 点 | 防 御 率 | W H I P |
| -------- | -------- | ----- | ----- | ----- | ----- | -------- | ----- | ----- | -------- | ----------- | ----- | ----- | -------- | -------- | ----------- | -------- | ----- | -------- | -------- | ----- | -------- | ----- | -------- | -------- | ------- |
| 2009     | LAD      | 38    | 0     | 0     | 0     | 0        | 2     | 0     | 0        | 4           | 1.000 | 88    | 20.1     | 16       | 3           | 12       | 3     | 1        | 19       | 5     | 0        | 13    | 13       | 5.75     | 1.38    |
| 2011     | 横浜     | 8     | 8     | 0     | 0     | 0        | 1     | 7     | 0        | 0           | .125  | 181   | 39.1     | 47       | 3           | 21       | 0     | 0        | 36       | 4     | 2        | 28    | 26       | 5.95     | 1.73    |
| MLB：1年 | MLB：1年 | 38    | 0     | 0     | 0     | 0        | 2     | 0     | 0        | 4           | 1.000 | 88    | 20.1     | 16       | 3           | 12       | 3     | 1        | 19       | 5     | 0        | 13    | 13       | 5.75     | 1.38    |
| NPB：1年 | NPB：1年 | 8     | 8     | 0     | 0     | 0        | 1     | 7     | 0        | 0           | .125  | 181   | 39.1     | 47       | 3           | 21       | 0     | 0        | 36       | 4     | 2        | 28    | 26       | 5.95     | 1.73    |

### 記録
NPB投手記録
- 初登板・初先発：2011年7月28日、対読売ジャイアンツ9回戦（東京ドーム）、4回2/3を4失点で敗戦投手
- 初奪三振：同上、1回裏に坂本勇人から空振り三振
- 初勝利・初先発勝利：2011年8月11日、対読売ジャイアンツ12回戦（横浜スタジアム）、8回2失点（自責点1）

NPB打撃記録
- 初安打：2011年7月28日、対読売ジャイアンツ9回戦（東京ドーム）、5回表にカルロス・トーレスから右前安打
- 初打点：2011年8月11日、対読売ジャイアンツ12回戦（横浜スタジアム）、4回裏に福田聡志から左中間へ適時二塁打

### 背番号
- 45 （2009年）
- 24 （2011年）